# Papoušík růžohrdlý
Papoušík růžohrdlý, také známý jako papoušík růžovohrdlý nebo agapornis růžovohrdlý (Agapornis roseicollis), je druh malého ptáka z rodu Agapornis, neboli papoušík. Mezi chovateli okrasného ptactva je po druhu agapornis fišerův, nejvíce chovaný druh drobného ptáka. Krom agapornise růžohrdlého lze v klecích českých chovatelů najít i druh agapornis hnědohlavý, avšak ten není tak běžný. Tento pták se vyskytuje v jihozápadní Africe, například v Namibské poušti. Jsou to sociálně zaměřená zvířata, která ve volné přírodě tvoří větší skupiny. Zbarvení se u jednotlivých populací liší a co se chovatelství týče, pak jsou dostupné různé mutace.

## Popis

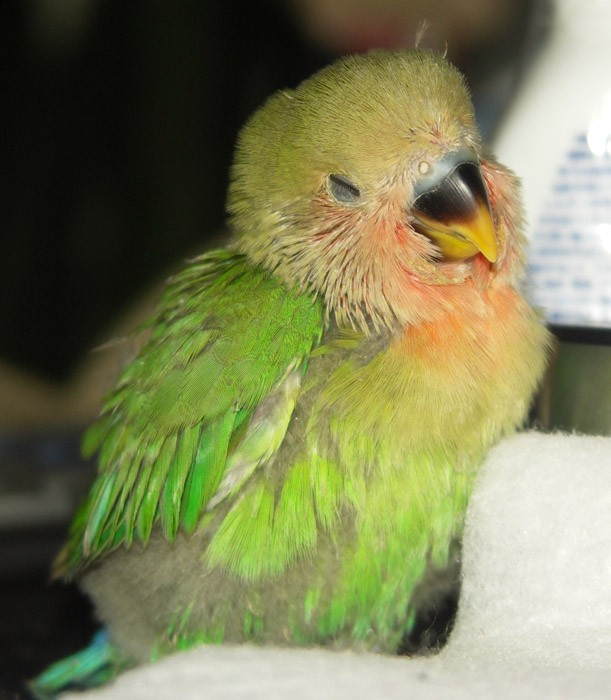
Mladý jedinec chovaný v zajetí

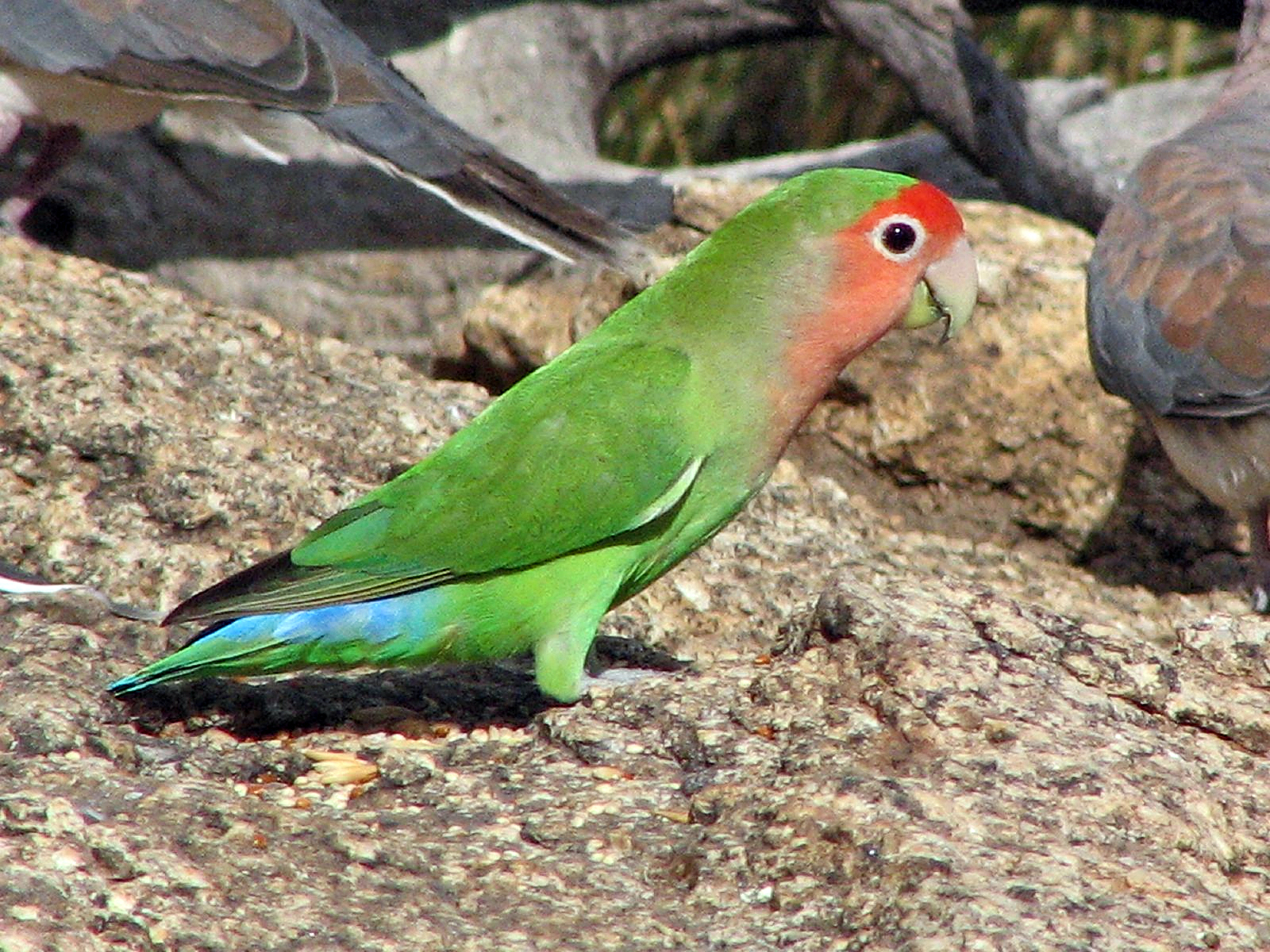
Dospělý jedinec v Namibii

Agapornis růžohrdlý je poměrně malý pták robustnější postavy; délka těla se pohybuje mezi 17 a 18 cm, průměrná délka křídla je 106 mm a délka ocasu pouze 44 až 52 mm. Obecně platí, že poddruh agapornis růžohrdlý menší je lehčí a jen o několik milimetrů menší, než agapornis růžohrdlý větší. Pohlavní dimorfismus téměř vůbec neexistuje, rozlišení samce a samičky podle vzhledu je naprosto nemožné. Volně žijící ptáci jsou z větší části zelení s modrým ocasním peřím. Obličejová část a hrdlo jsou růžové, nejtmavší barva je na čele a pod očima. Oči jsou dokonale kulaté, s tmavě hnědou duhovkou, která ale téměř v černé zaniká. Okolí očí má podobnou barvu jako zobák, tedy barva podobná krémové nebo pleťové. Ptáci chovaní v zajetí mají růžovou obličejovou část a krk, světle zelené tělo s šedým břichem a hnědý kořen zobáku.

## Taxonomie
Agapornis růžohrdlý byl poprvé popsán francouzským ornitologem Louisem Jeanem Pierrem Vieillotem roku 1818. Původní latinský název zněl Psittacus roseicollis, ale po podrobnějším zkoumání těchto ptáků, byli přesunuti do rodu agapornis. Společnými znaky těchto ptáků je podobná stavba těla i sociální chování. Současný latinský rodový název, Agapornis, se skládá ze slov agapé, přeloženo jako láska, a órnis, tedy pták. I proto se v angličtině tito ptáci nazývají Love Birds. Volně přeloženo jako pták lásky. Agapornis růžohrdlý tvoří celkem dva poddruhy:
- Agapornis růžohrdlý menší (Agapornis roseicollis catumbella): obývá především Angolu.
- Agapornis růžohrdlý větší (Agapornis roseicollis roseicollis): nalezneme jej v Namibii, Botswaně a Jihoafrické republice.

## Výskyt
Agapornis růžohrdlý ve volné přírodě obývá otevřené kraji jihozápadní Afriky. Areál rozšíření zahrnuje Angolu a pokračuje přes většinu Namibie až po Oranžskou řeku v severozápadní Jihoafrické republice. Tito drobní ptáci se vyskytují v nadmořských výškách do 1 600 m n. m. a jejich oblíbenou vegetací jsou listnaté lesy, polopouště a hornaté oblasti. Jsou silně závislí na vodních zdrojích a často se shromažďují okolo vodních ploch k pití.
Každému chovateli drobných aktivních ptáků se může stát, že mu chovný pták ulétne. Právě kvůli tomu můžeme větší skupiny agapornisů všech druhů v metropolích jako je Phoenix nebo Arizona, kde se zdržují někdy i v centru měst.

## Populace a status
V některých oblastech se populace agapornisů růžohrdlých značně zmenšily kvůli pytlákům, kteří ptáky odchytávali a následně je posílali do obchodů s ptactvem nebo je sami prodávali. Na druhou stranu, populace pravděpodobně budou růst díky aktivitě člověka; vytváření nových vodních ploch. Právě ty jsou pro život agapornisů velmi důležité, především proto, že jim poskytují hnízdiště. I z toho důvodu se jedná o druh se statusem IUCN málo dotčený, tedy nechráněný.

## Ekologie

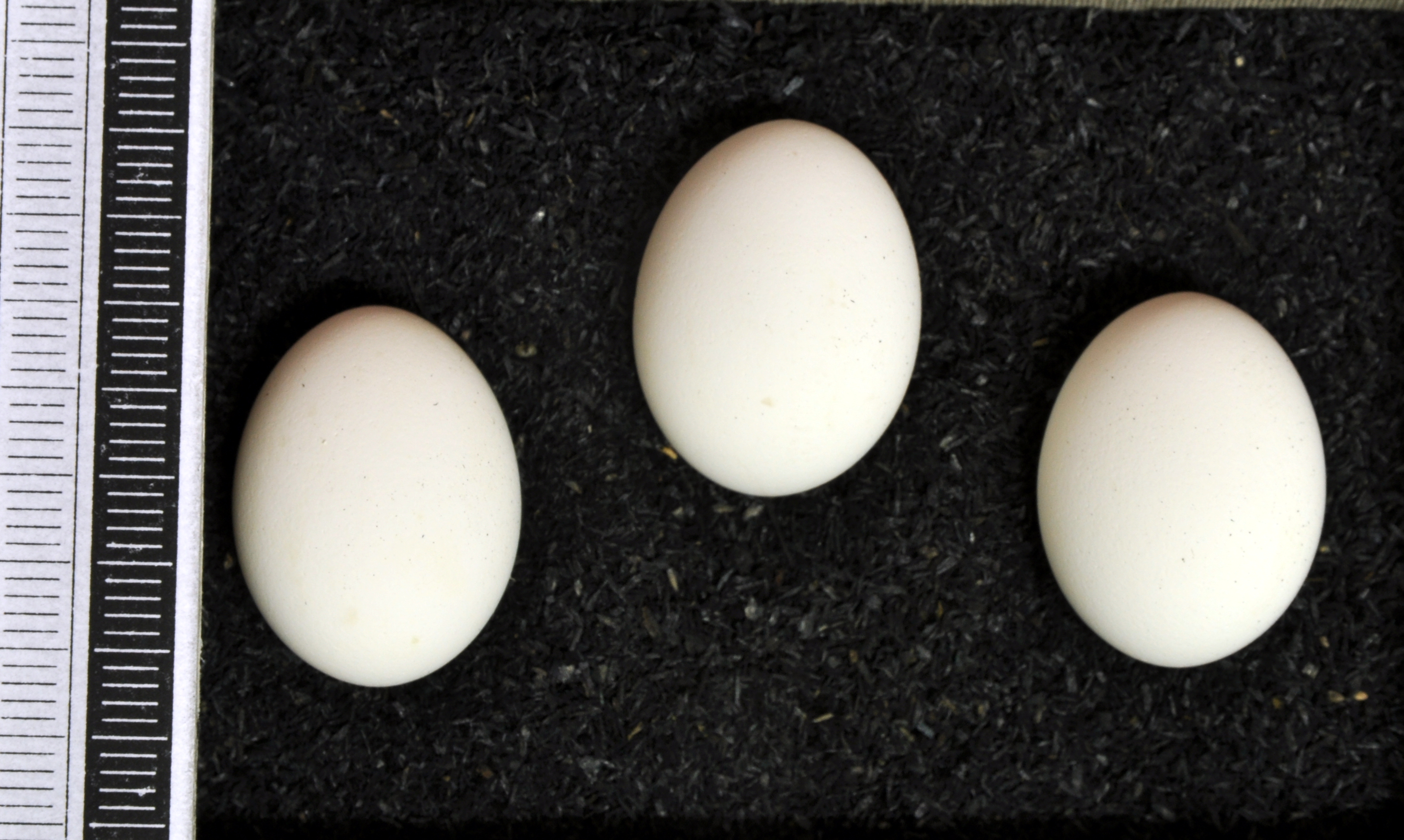
Vajíčka agapornisů růžohrdlých

Agapornisové růžohrdlí se živí převážně semínky z bobulí. Když je hojná úroda, shromažďují se do hejn až o stovkách kusů, to ale vadí zemědělcům, jelikož takto velká hejna s oblibou ničí úrodu krmných plodin, například prosa.
Pro chovatele není lehké nalézt chovný pár, už proto, že pro rozeznání pohlaví je nejspolehlivější udělat DNA testy. Zkušenější chovatelé mohou pohlaví určit podle vzdálenosti mezi pánevními kostmi, i samců je to 1 až 3 mm, u samiček 6 až 8 mm. Mimo jiné lze ale využít i barvených mutací; pokud zkřížíme opalinového samce s přírodní samicí, všechna mláďata, která budou opalinová, jsou samice.
Ve volné přírodě si páry staví hnízda ve skalních štěrbinách, ale využívají i umělé prostředí, například střechy domů. V období mezi únorem a dubnem do hnízda samička naklade 4 až 6 čistě bílá vejce. Samotná vejce měří 23,5 mm na 17,3 mm a jsou inkubována po dobu 23 dní. Do 43 dní po vylíhnutí jsou mláďata plně opeřená.

## Chov v zajetí

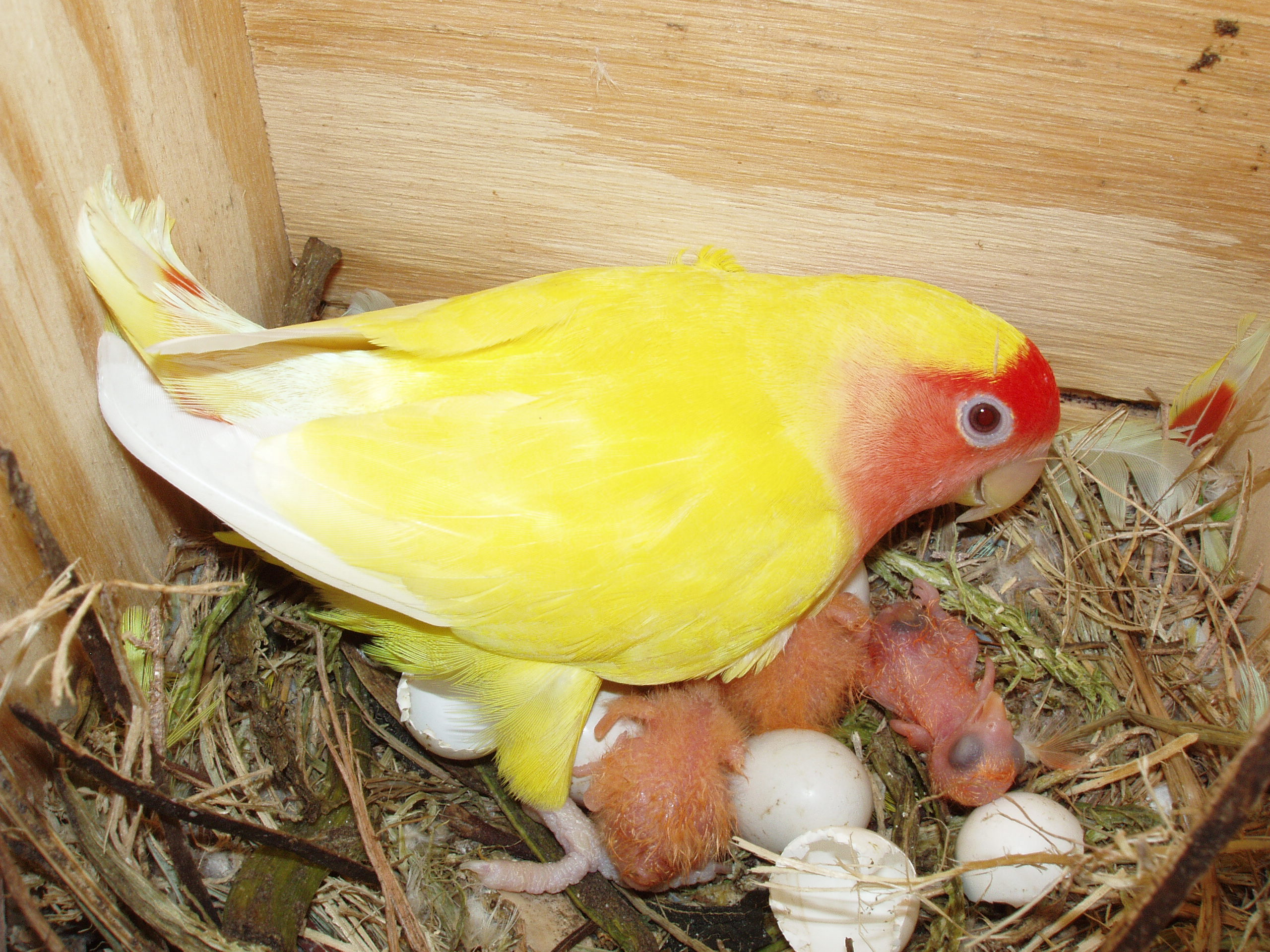
Samice s mutací lutino

Chov agapornisů růžohrdlých má v Evropě poměrně dlouhou historii; historicky první ptáci sem byli dovezeni roku 1860 a dovezl je sem Carl Hagenbeck. O devět let později, roku 1869, se uskutečnilo jejich první zahnízdění a to v berlínském Akvariu. Tento úspěch popsal ve svém díle Život zvířat A. E. Brehm, tehdejší ředitel Akvária. Do Česka se první kusy dostali roku 1957; několik párů z Nizozemska a další z Anglie.
Jedná se o ptáky s dobrými rodičovskými vlastnostmi, kteří se hodí i pro začínající chovatele. Zapotřebí je menší klec, na délku nejméně 70 cm a 50 cm na výšku. Na hnízdění se agapornisové růžohrdlí spokojí s menší budkou z prken. Jedná se o celkem bezproblémové ptáky, avšak v poslední době je u nich často k vidění škubání vlastního peří.
Co se mutací týče, pak je jich k dispozici velké množství, pravdou ale zůstává, že přírodní jedinci jsou nejoblíbenější. Další oblíbené mutace jsou opalinová, ino, pallid nebo skořice.